# Sergi López i Segú
Sergi López i Segú   (Granollers, 6 d'octubre de 1967 - Granollers, 4 de novembre de 2006) fou un futbolista professional català dels anys 80 i 90.
Es formà al futbol base del FC Barcelona juntament amb els seus germans Juli i Gerard. Defensa de gran qualitat, a la seva estada a les categories inferiors del club va rebre l'apel·latiu de la "Caballé del futbol". Debutà al primer equip el 31 de gener de 1988 enfront de la UD Las Palmas al Camp Nou. En total disputà 54 partits i marcà un gol al club. El 1991 fitxà pel RCD Mallorca, però fou traspassat al Reial Saragossa una temporada més tard. Les lesions van impedir que perllongués la seva trajectòria a l'elit i acabà els seus anys de futbolista al CF Gavà a segona divisió B. En el seu palmarès cal destacar una lliga o dues Recopes d'Europa com a triomfs més destacats. Es va suïcidar el 4 de novembre del 2006 a Granollers, atropellat per un tren a l'edat de 39 anys.

## Palmarès
- Copa Catalunya: 1991
- Lliga espanyola: 1991
- Copa espanyola: 1988, 1990, 1994
- Recopa d'Europa: 1989,[3] 1995

## Estadístiques
| Temporada | Club            | Competició | Partits | Gols |
| --------- | --------------- | ---------- | ------- | ---- |
| 1987/88   | FC Barcelona    | Lliga      | 9       | 0    |
| 1988/89   | FC Barcelona    | Lliga      | 7       | 0    |
| 1989/90   | FC Barcelona    | Lliga      | 10      | 0    |
| 1990/91   | FC Barcelona    | Lliga      | 0       | 0    |
| 1991/92   | RCD Mallorca    | Lliga      | 22      | 2    |
| 1992/93   | Reial Saragossa | Lliga      | 16      | 0    |
| 1993/94   | Reial Saragossa | Lliga      | 5       | 0    |
| 1994/95   | Reial Saragossa | Lliga      | 2       | 0    |
| Total     | Total           | Total      | 71      | 2    |